# Djamila Bent Mohamed
Djamila Bent Mohamed, née en 1933 à Alger et morte en 2023 dans la même ville, est une peintre et une militante anticolonialiste algérienne.

## Biographie
Djamila Bent Mohamed est née le 9 avril 1933 à la Casbah d'Alger. Son père meurt alors qu’elle est enfant. Sa mère enseigne la confection de tapis dans une école d’artisanat. À son adolescence, son oncle paternel, tuteur légal,  tente de lui imposer le port du voile. Mais la jeune fille refuse. Elle étudie à l’École supérieure des beaux-arts d'Alger . Elle s’engage aussi dans le mouvement anti-colonialiste et est emprisonnée pendant la Guerre d'Algérie pour son militantisme, notamment au Centre pénitentiaire pour femmes de Rennes,. Libérée, elle poursuit ses études à l'académie Gerrit Rietveld à Amsterdam, avec une spécialisation en dessin industriel avant de rejoindre l'École nationale supérieure des arts appliqués et des métiers d'art pour un enseignement en design industriel.
Djamila Bent Mohamed enseigne à l’École des beaux-arts d'Oran. Puis elle travaille dans le secteur industriel et y devient dessinatrice dans des sociétés économiques algériennes telles que Sonatrach ou encore la Sonelgaz.  
Elle expose ses créations artistiques en Algérie, mais aussi en Tunisie, à Beyrouth, à Pékin, à Tokyo, à Ankara, au Koweït et en Italie,. Un hommage lui est rendu spécifiquement lors d’une exposition à Alger consacrée à la peinture féminine, en 2009, au complexe culturel Laadi Flici  et ses œuvres sont présentes aussi dans des expositions collectives telles que Présences arabes au Musée d'Art moderne de Paris en 2024,. Elle est récipiendaire du grand prix de peinture de la ville d'Alger qu'elle obtient à plusieurs reprises,. Elle meurt en 2023.